# Desmiphora lanuginosa
Desmiphora lanuginosa är en skalbaggsart som beskrevs av Stefan von Breuning 1942. Desmiphora lanuginosa ingår i släktet Desmiphora och familjen långhorningar. Inga underarter finns listade i Catalogue of Life.